# 4-三甲基硅基苯甲醛
4-三甲基硅基苯甲醛是一种有机化合物，化学式为C10H14OSi。它可以4-三甲基硅基溴苯、正丁基锂和二甲基甲酰胺为原料反应制得。
它和四溴化碳在三苯基膦存在下反应，可以得到1-(2,2-二溴乙烯基)-4-三甲基硅基苯。